# Sorygaza variata
Sorygaza variata är en fjärilsart som beskrevs av Hayes 1975. Sorygaza variata ingår i släktet Sorygaza och familjen nattflyn. Inga underarter finns listade i Catalogue of Life.